# Ilava
Ilava (niem. Illau, węg. Illava) − miasto powiatowe na Słowacji w kraju treńczyńskim. Liczy blisko 5,6 tys. mieszkańców (2019).

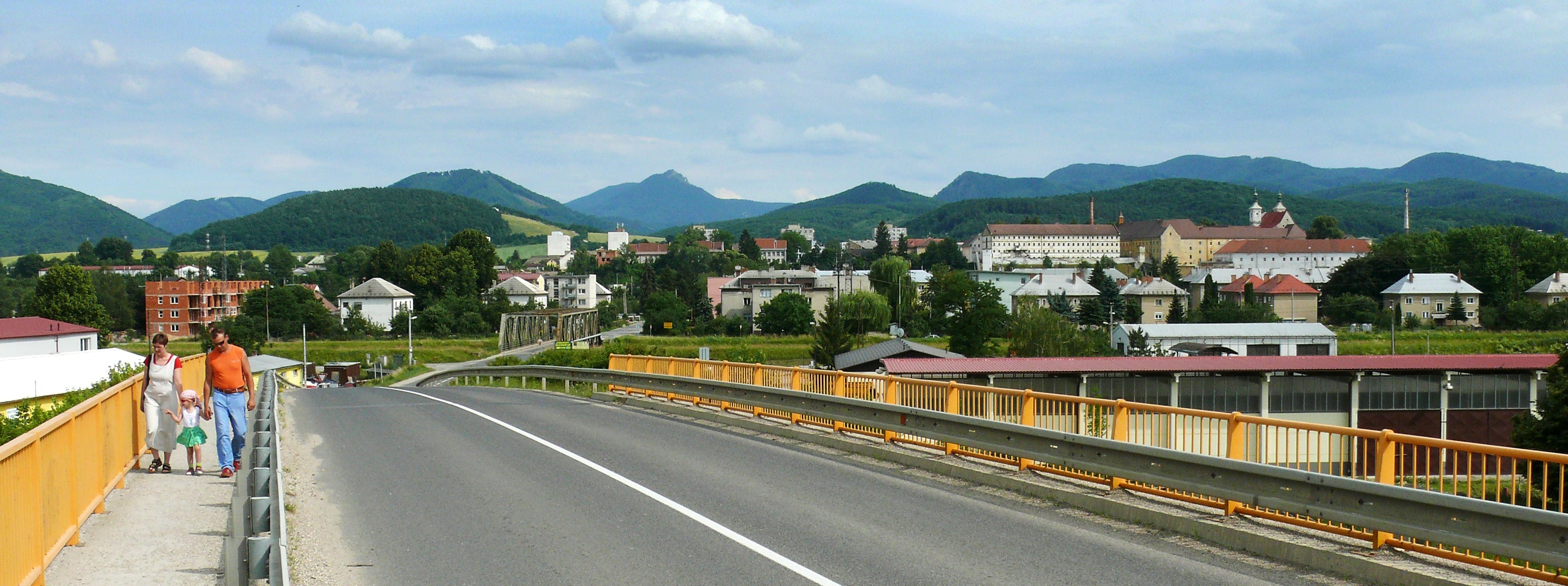
Ilava – panorama miasta

## Położenie
Ilava leży w Kotlinie Ilavskiej, na lewym brzegu Wagu, ok. 20 km na północny wschód (w górę rzeki) od Trenczyna.

## Historia
Na terenie Ilavy człowiek przebywał już w czasach prehistorycznych. Odkryto tu osadę kultury łużyckiej, a w Dolinie Porubskiej (słow. Porubska dolina) bardzo rozległe cmentarzysko, na którym przebadano ponad 300 pochówków ciałopalnych. W grobach tych znaleziono wiele artefaktów w postaci m.in. brązowych szpil, naramienników (bransolet) i innych ozdób. Cennym znaleziskiem była forma służąca do odlewania brązowych noży. Należy wspomnieć o wyjątkowym znalezisku dwóch pochówków szkieletowych, będących wyjątkiem wśród żarowego rytu, charakterystycznego dla kultury łużyckiej. Z okresu lateńskiego pochodzi stwierdzone tu osiedle kultury puchowskiej, a z epoki rzymskiej grób, w którym znaleziono kości zwierzęce, naczynia gliniane i żelazny grot oszczepu. Z okolic Ilavy pochodzi również znalezisko kilku monet rzymskich.
Pierwsza wzmianka o Ilavie pochodzi z roku 1318. Pośrednie wzmianki o istnieniu Ilavy pojawiają się w dokumentach diecezji nitrzańskiej, gdzie jest napisane, że posiadała ona parafię rzymskokatolicką już w 1200 roku.
Prawdopodobnie już na przełomie XII i XIII w. w tym miejscu, na niewielkim wzniesieniu nad rzeką, templariusze założyli gotycki zamek, u stóp którego rozwinęło się podgrodzie. Pierwszym znanym właścicielem zamku i związanej z nią osady był Mateusz Czak. Po jego śmierci (1321) Ilava stała się majątkiem królewskim, a zamkiem władał mianowany przez króla kapitan. W liście wojewody siedmiogrodzkiego Tomasza, wystawionym 24 kwietnia 1339 r., Ilavie potwierdza się część przywilejów, jakie otrzymała od króla Karola Roberta Andegaweńskiego około roku 1335. W dokumencie miasto nosi nazwę "civitas de Lewa circa fluvium Vagii" (miasto Lewa koło rzeki Wag). W późniejszych czasach, aż do pierwszej połowy XV w. występuje już tylko jako Leva, od drugiej połowy XV w. ponownie jako Leve, później jako Ilava.
Od roku 1375 Ilava wspominana jest już jako miasto: posiadała prawa miejskie, herb i miejską pieczęć, a także kościół parafialny. Z czasem jego mieszkańcy uzyskali szereg dalszych królewskich przywilejów: niezależność sądowniczą, zwolnienie z płacenia królewskich danin i myt na całych Węgrzech oraz zezwolenie na swobodny pobór drewna z lasów i warzenie piwa. Rozwojowi miasta sprzyjał fakt położenia przy ważnym szlaku biegnącym doliną Wagu, który w tym miejscu brodem przekraczał rzekę.
W roku 1533 Ilavę kupili Mikołaj i Jan Ostrožićowie pochodzący z chorwackich Giletinec. Rodzina była w jej posiadaniu przez blisko 200 lat i na ten okres przypada największy rozwój miasta. W mieście funkcjonowało 11 cechów rzemieślniczych, z czego najstarszy (szewców) od XVI w. Obok nich pracowali liczni garbarze, ciżmiarze, kożusznicy, tkacze, kapelusznicy i krawcy. Z czasem do największego znaczenia doszedł cech sukienników, a miasto było słynne z produkowanego tu sukna do końca XVIII w. W 1630 r. kolejny Jan Ostrožić wybudował w mieście pański browar oraz gorzelnię i destylarnię, jedne z najstarszych na Słowacji. Miasto było znane z cotygodniowych czwartkowych targów oraz siedmiu jarmarków w roku.
W połowie XVI w. w mieście znaczny sukces odniosła reformacja. Duże znaczenie miało założenie tu w 1560 r. szkoły ewangelickiej dla szlachty, w której nauczało wielu wybitnych nauczycieli. W kolejnym stuleciu zaznaczyła się kontrreformacja. W roku 1694 przybyli do miasta trynitarze, którzy założyli tu swój pierwszy klasztor na Węgrzech. Pierwotnie celem trynitarzy było wykupywanie jeńców z niewoli tureckiej, jednak po klęsce Osmanów pod Wiedniem w 1683 r. zadanie to odeszło na dalszy plan i zakon przestawił się głównie na służbę chorym i ubogim. Przy klasztorze, w oparciu o zamek, wybudowali wielki szpital z własną studnią i ogrodem, utworzyli bogatą bibliotekę, a w 1701 r. położyli kamień węgielny pod nowy, barokowy kościół.
W XVIII i XIX właścicielami Ilavy i okolicznych włości była rodzina Königsegg. Hrabia Jozef Gustáv Königsegg w roku 1855 sprzedał cały zespół zamkowy państwu węgierskiemu, które tu w roku 1857 urządziło krajowy, ciężki zakład karny dla więźniów o wyrokach powyżej 10 lat.